# Saya-San-Aufstand
Der Saya-San-Aufstand von 1930 bis 1932 war ein Bauernaufstand im südlichen Birma, das zu dieser Zeit noch integraler Teil Britisch-Indiens war. Er ist benannt nach seinem Anführer.

## Geschichte

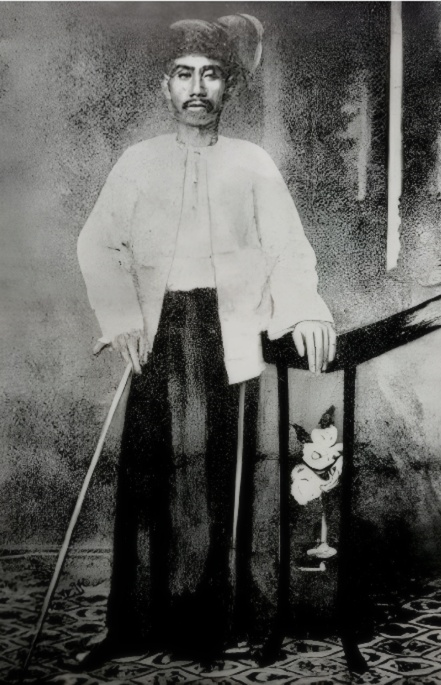
Saya San

Der buddhistische Mönch und Alchemist Saya San (1876–1931), der zugleich Politiker war und der radikalen Fraktion des General Council of Burmese Associations des U Soe Thein angehörte, agitierte gegen die Kolonialherrschaft. Saya San war von U Soe Thein beauftragt worden, die Probleme der dörflichen Bevölkerung im Distrikt Tharrawaddy zu untersuchen. Ab 1928 organisierte er Widerstand der Dorfbewohner gegen Steuern der Kolonialverwaltung, der schließlich in den Aufstand mündete.
Ziel der Rebellion war es, die traditionelle „alte Ordnung“ wiederherzustellen. Ihre eigentlichen Ursachen waren jedoch wirtschaftlicher Natur. Durch die Weltwirtschaftskrise kam es zu einem starken Verfall bei den Reiserlösen, was die Lebensgrundlage der Kleinbauern gefährdete.
Der Aufstand brach am 22. Dezember 1930 im südlichen Distrikt Tanintharyi aus. Saya San ließ sich zum „König von Birma“ krönen und nahm den Titel Thupannaka Galon Raja an. Seine zirka 1500 Mann starke Truppe bezeichnete sich als Galon Army. Ihre Bewaffnung beschränkte sich im Wesentlichen auf Hieb- und Stichwaffen. Amulette und Tätowierungen sollten vor den britischen Kugeln schützen.
Die Aufständischen zerstörten alles, was ihnen repräsentativ für die Fremdherrschaft schien, so zum Beispiel Eisenbahn- und Telegraphenlinien. Repräsentanten der Regierung wie Dorfvorsteher, Forstbeamte und die meist indischen Geldverleiher (chettiars) wurden angegriffen und häufig ermordet.
Die Kolonialmacht mobilisierte zunächst ein indisches und je zwei britische und birmanische Bataillone, die bis Juni 1931 auf 11000 Mann durch andere Einheiten aus Indien verstärkt wurden. Der buddhistische Mönch Aletawya Sayadaw überbrachte ein Friedensangebot, das eine Amnestie mit einschloss.
Saya San entkam in die Shan-Staaten, wo er im August 1931 gefangen wurde. Sein engster Vertrauter Bo Myat Aung wurde im November festgenommen. Die Anführer wurden vor Sondergerichte gestellt. Danach brach die Rebellion zusammen. Insgesamt gab es 78 Hinrichtungen, darunter die Saya Sans am 28. November 1931. Über zweihundert weitere Aufständische wurden in Strafkolonien deportiert, insgesamt 9000 eingesperrt.